# Agenda 21
Agenda 21 (anglicky a francouzsky: Agenda 21, španělsky: Programa 21, rusky Повестка дня на XXI век) je programový dokument OSN a jeden ze základních textů udržitelného rozvoje. Je to komplexní dokument, který schválila Organizace spojených národů na Konferenci OSN o životním prostředí a rozvoji (zvanou též Summit Země). Konference se konala 3. až 14. června 1992 v brazilském městě Rio de Janeiro. U zrodu Agendy 21 stál za tehdejší Československo federální ministr životního prostředí Josef Vavroušek, který vedl československou delegaci. V České republice se daří aplikovat principy Místní Agendy 21 např. v rámci asociace místních správ Národní sítě Zdravých měst ČR.

## Struktura dokumentu
Začátek dokumentu je tvořen úvodní preambulí, v níž je deklarována důležitost Agendy 21 jako dokumentu, který se holisticky zabývá životním prostředím. Následně je text strukturován do čtyř základních částí:
- Sociální a ekonomické rozměry (společenská a ekonomická sekce - témata: chudoba, zdraví, demografie, lidská sídla). Tato část je rozdělena do šesti podčástí, které se zabývají následujícími tématy a oblastmi: mezinárodní spolupráce v oblasti boje proti chudobě, změna vzorců spotřeby, demografická problematika a integrace životního prostředí a rozvoje do politického rozhodování.
- Uchování a šetrné využívání zdrojů a hospodaření s nimi ve prospěch rozvoje (ochrana a správa přírodních zdrojů - témata: atmosféra, deštné pralesy, oceány, radioaktivní odpad, biodiverzita). Druhá a nejdelší část, obsahuje třináct kapitol, které pojednávají o ochraně ekosystémových služeb. Důraz je kladen především na ochranu atmosféry, problematiku hospodaření s územními zdroji (deforestace a desertifikace), uchování biodiverzity, ochranu vodních zdrojů, environmentálně šetrnější nakládání s odpady a chemickými látkami, environmentálně šetrnější využívání biotechnologií a podporu udržitelného rozvoje zemědělství a venkova.
- Posilování úlohy důležitých skupin (témata: ženská hnutí, ochrana dětí, dělníci a zemědělci v rozvojových zemích). Zabývá se - ve svých deseti podčástech - potřebou podpory tzv. stakeholderů a identifikuje devět hlavních skupin, na které je třeba zaměřit pozornost. Následuje popis úlohy jednotlivých aktérů v udržitelném rozvoji (tedy žen, dětí a mládeže, domorodých obyvatel, nevládních organizací, pracujících a jejich odborů, podnikatelského sektoru, vědecké a technické sféry a úlohu zemědělců). V rámci dvacáté osmé kapitoly (Iniciativy místních úřadů na podporu Agendy 21) deklaruje nezbytnost řešení lokálních problémů na lokální úrovni (Místní Agenda 21).
- Prostředky implementace (témata: financování projektů, právní mechanismy, veřejná informovanost). Zaměřuje se na praktické možnosti podpory prosazování jednotlivých aspektů udržitelného rozvoje. V osmi kapitolách apeluje na klíčové oblasti, které je třeba využít (jsou to především finanční zdroje, vědecká kooperace, podpora vzdělávání a výměny informací, mezinárodní spolupráce).
- Dokument je završen poznámkami k vybraným základním pojmům textu Agendy 21.

## Místní Agenda 21
Místní Agenda 21 (MA21) je program snažící se uplatnit principy udržitelného rozvoje na regionální úrovni. Věnuje se místnímu rozvoji, povzbuzení ekologické aktivity obyvatel a zájmu o kulturní život měst a obcí. Jedná se zejména například o tyto aktivity: obnova památek, oživování tradičních zvyklostí a řemesel, udržitelná turistika, péče o krajinu, výsadba stromů, údržba parků, akce pro veřejnost (slavnosti, jarmarky, poutě), vlastní práce místních orgánů - zapracování principů udržitelného rozvoje do koncepcí, plánů i každodenní agendy, ekologické vytápění, třídění komunálního odpadu, nákupy respektující udržitelnost spotřeby a řada dalších aktivit. Předpokladem pro uskutečňování místní Agendy 21 je zapojení místních občanů a veřejných činitelů.

## Kritika
V odborném prostředí se lze setkat s kritikou vůči celkové podobě dokumentu i specifickým oblastem orientace. Obecná podoba dokumentu bývá občasně označována jako příliš ambiciózní či abstraktní. Dokument si také kladl za cíle více, než byli signatáři ochotni učinit. V určitých aspektech lze označit výsledky akčního plánu Agendy 21 i po roce 2000 jako neuspokojivé. V ohledech souvisejících s kradením surovin se ve světových regionech často dokonce zhoršila situace.[zdroj?]
Kritika Agendy pochází také z neoliberálních kruhů, jimiž je obviňována z omezování práv jednotlivce. Kritice neušla ale ani od některých stoupenců radikálního zeleného hnutí. Ti dokument označují za příliš měkký, protože se jedná o dokument tzv. měkkého právního významu, které je z povahy věci nevymahatelné. Z výše zmíněného důvodu tak jednotlivé státy nemohou být sankcionovány v případě, že se dokumentem nebudou řídit.
Světový summit OSN v Johannesburgu v roce 2002 se snažil adresovat předestřené problémy programu Agenda 21, přičemž na summitu došlo k přijetí nového programového dokumentu Deklarace tisíciletí.

## Kontinuita
Na Agendu 21 volně navazuje Deklarace tisíciletí a program Rozvojové cíle tisíciletí (oba z roku 2000). Tyto projekty měly (stejně jako Agenda 21) dílčí úspěchy, ale zlepšení, kterých dosáhly, není zdaleka dostačující. Cíle udržitelného rozvoje program OSN rozvoje na toto dále navazují a vytváří program na následujících 15 let (2015–2030). Tyto cíle byly přijaty v září 2015 na summitu OSN v rámci tzv. Agendy 2030 "Přeměna našeho světa: Agenda pro udržitelný rozvoj 2030".